# 林和 (成化進士)
林和（1439年—？），字恒肅，福建興化府莆田縣人，鹽籍。明朝政治人物。進士出身。

## 生平
福建鄉試第十一名。成化五年（1469年）乙丑科會試第一百一名，殿試登進士第三甲第五十九名。

## 家族
曾祖林仁美。祖父林禹衡。父亲林永悅。